# نادي باتشكا بالانكا
نادي باتشكا بالانكا (بالإنجليزية: OFK Bačka Bačka Palanka)‏ هو فريق كرة قدم من مدينة باتشكا بالانكا في صربيا، أُسس بتاريخ 1945، يلعب في الدوري الصربي لكرة القدم، في Slavko Maletin Vava Stadium ‏.